# Accidenti alle tasse!!
Accidenti alle tasse!! è un film italiano del 1951 diretto da Mario Mattoli.
È stato il film di esordio delle attrici Gisella Sofio e Dorian Gray.

## Trama
Il conte Borraccilo vive nel lusso ma non paga le tasse e per questo viene preso di mira dall'agente delle tasse Gaetano Pellecchia, che chiede aiuto all'amico Mario. Se non riesce a trovare le ricchezze del conte lui infatti rischia di perdere il lavoro.
Il conte parte per un viaggio con un principe indiano, i due agenti delle tasse e la figlia Margot lo seguono in incognito.
Viene alla luce che il conte è veramente povero e che vive di espedienti ma i due cercano di organizzare un matrimonio tra il principe e Margot per mettere le mani sui soldi. 
La coppia però si innamora davvero, ma all'arrivo in India il padre del principe non ne vuole sapere del matrimonio e condanna tutti gli italiani a morte.
Tutto però va a finire bene: gli innamorati si sposano, il conte si arricchisce e l'agente potrà finalmente tassarlo come si conviene.

## Altri tecnici
- Aiuto regista: Leo Catozzo
- Fonico: Biagio Fiorelli